# Río Sierpe

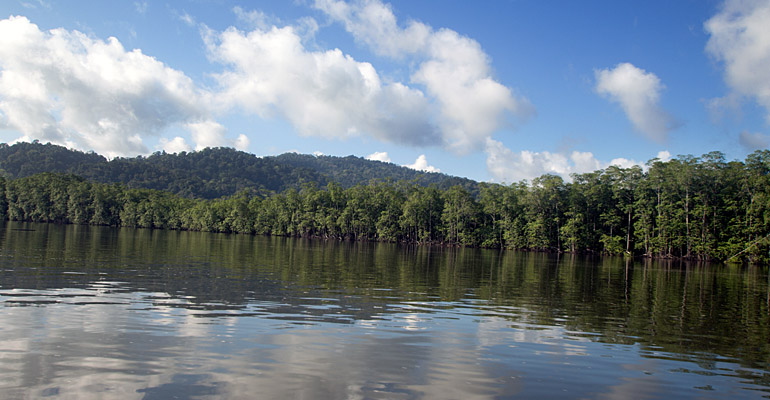
Vista de los manglares del Río Sierpe

El Río Sierpe es un río de la zona sur de Costa Rica que desemboca en el Océano Pacífico. Tiene una longitud de 82 kilómetros.
Nace en las filas montañosas de la Reserva forestal Golfo Dulce, y su recorrido nunca supera una altitud de 20 m s. n. m. Por ese motivo, su curso es lento y divagante, propenso a provocar inundaciones y con gran aporte de sedimentos. En las inmediaciones de su naciente se encuentra la Laguna Sierpe, un pequeño embalse natural de 1.02 km² de espejo de agua.
Es navegable por pequeñas embarcaciones en varios kilómetros de su cauce final. Su desembocadura cubre marismas, meandros y es parte de un amplio delta (denominado Delta Sierpe - Térraba o Diquís), el cual se encuentra en la Bahía de Coronado, donde se forma la pequeña isla Violín.
El tráfico marítimo es bastante común entre los lugareños y los turistas. Hay una abundadnte gama de vida silvestre, entre algunas especies pueden ser vistos el cocodrilo americano, varias otras especies de reptiles, peces exóticos y pájaros.
Esta zona es parte del Humedal Nacional Térraba - Sierpe, que cuenta con una gran variedad biológica y un patrimonio cultural incalculable. Está representado por un ecosistema forestal de manglares (el más grande del país), el cual es inundado periódicamente por la acción de las mareas y donde existe un suministro apropiado de lodos, ricos en materia orgánica.
La presencia del amplio delta asegura un abundante suministro de agua dulce, nutrimentos y sedimentos para el establecimiento y desarrollo de un extenso bosque de manglar y yolillo asociado.